# 萬翼
萬翼（1437年—1495年），字□之，四川眉州人，明朝政治人物。大學士萬安之子。

## 生平
天順元年（1457年）丁丑科進士。官至南京禮部左侍郎，居家養病。弘治八年（1495年）卒。
萬翼有小才，然生性浪蕩，行事荒淫。任郎中時，姦人妻子，人謂「萬郎豬」。對其父萬安也悖逆不敬，稱其「老官」。萬安退休後，將所收巨額賄賂之半藏匿於愛妾處，皆被萬翼探知奪去。萬安因此氣悶暴死。

## 家族
曾祖萬溥榮，祖萬琳，父萬安，大學士，母胡氏（封安人）。